# بوجمعة بورطال
بوجمعة حسان بورطال (بالفرنسية: Boudjemaa Bourtal)‏ لاعب كرة قدم جزائري من مواليد 22 أغسطس 1933 بقسنطينة.

## السيرة
بدأ مع فريق مولودية قسنطينة، وانتقل سنة 1956 إلى فريق نادي ست FC Sète. أولا مع نادي لاعبي المستقبل (Dauphins) الذي كان يلعب في بطولة الدرجة الثانية، ثم صار ضمن فريق المحترفين كلاعب وسط ميدان.
سنة 1958، انتقل للعب مع فريق أولبيك أليزان (Olympique Alésien). ولعب معه 17 مباراة في الدرجة الأولى، لكن الفريق بنهاية الموسم سقط.
لعب في بطولة الدرجة الثانية مع نادي بيزيه (AS Béziers) قبل أن يقرر الالتحاق بفريق جبهة التحرير الوطني لكرة القدم سنة 1960.